# الفرج (منبج)
الفرج بلدة سوريّة تتبع إداريّاً لمحافظة حلب منطقة منبج ناحية مسكنة، بلغ تعداد سكانها 101 نسمة حسب التعداد السكاني لعام 2004.